# KLK8
KLK8 (англ. Kallikrein related peptidase 8) – білок, який кодується однойменним геном, розташованим у людей на короткому плечі 19-ї хромосоми. Довжина поліпептидного ланцюга білка становить 260 амінокислот, а молекулярна маса — 28 048.
| 10         |  | 20         |  | 30         |  | 40         |  | 50         |
| ---------- |  | ---------- |  | ---------- |  | ---------- |  | ---------- |
| MGRPRPRAAK |  | TWMFLLLLGG |  | AWAGHSRAQE |  | DKVLGGHECQ |  | PHSQPWQAAL |
| FQGQQLLCGG |  | VLVGGNWVLT |  | AAHCKKPKYT |  | VRLGDHSLQN |  | KDGPEQEIPV |
| VQSIPHPCYN |  | SSDVEDHNHD |  | LMLLQLRDQA |  | SLGSKVKPIS |  | LADHCTQPGQ |
| KCTVSGWGTV |  | TSPRENFPDT |  | LNCAEVKIFP |  | QKKCEDAYPG |  | QITDGMVCAG |
| SSKGADTCQG |  | DSGGPLVCDG |  | ALQGITSWGS |  | DPCGRSDKPG |  | VYTNICRYLD |
| WIKKIIGSKG |  |            |  |            |  |            |  |            |

A: Аланін

C: Цистеїн

D: Аспарагінова кислота

E: Глутамінова кислота

F: Фенілаланін

G: Гліцин

H: Гістидин

I: Ізолейцин

K: Лізин

L: Лейцин

M: Метіонін

N: Аспарагін

P: Пролін

Q: Глутамін

R: Аргінін

S: Серин

T: Треонін

V: Валін

W: Триптофан

Кодований геном білок за функціями належить до гідролаз, протеаз, серинових протеаз. 
Задіяний у такому біологічному процесі, як альтернативний сплайсинг. 
Локалізований у цитоплазмі.
Також секретований назовні.